# Opération Vigorous
Seconde Guerre mondiale
Batailles
1940
- Vado
- Siège de Malte
- Club Run
- Convoi Espero
- Mers el-Kébir
- Punta Stilo
- Cap Spada
- Hurry
- Cap Passero
- MB.8
- Tarente
- Détroit d'Otrante
- White
- Cap Teulada

1941
- Excess
- Convoi AN 14
- Grog
- Abstention
- Baie de La Sude
- Cap Matapan
- Îles Kerkennah
- Crète
- Galite
- Substance
- Halberd
- Convoi Duisburg
- Cap Bon
- Syrte (1941)
- Rade d'Alexandrie

1942
- Syrte (1942)
- Calendar
- Bowery
- Albumen
- Harpoon
- Vigorous
- Pedestal
- Agreement
- Torch
- Stoneage
- Sabordage de la flotte française à Toulon
- Portcullis
- Banc de Skerki
- Olterra (navire auxiliaire)
- Raid sur Alger

1943
- Zouara
- Convoi de Cigno
- Convoi de Campobasso
- Corkscrew
- Husky
- Gela
- Scylla
- Pietracorbara
- Dodécanèse
  - Rhodes
  - Leros
  - Kos
- Convoi KMF-25A

1944
- Ist
- Raid sur Santorin
- Raid sur Symi
- Port-Cros
- La Ciotat
- Île de Pag

1945
Mer Ligure
- Convois alliés
  - convois de Malte
- Campagne des U-boote
- Campagne adriatique

L'opération Vigorous est une opération des Alliés de la Seconde Guerre mondiale visant à ravitailler l'île de Malte. Le convoi MW 11, parti de Haïfa et de Port-Saïd le 12 juin 1942, escorté par la Royal Navy, rencontre une forte opposition des forces de l'Axe et doit rebrousser chemin, atteignant Alexandrie le 16 juin.

## Contexte
Malte est assiégée par les Italiens et par les Allemands depuis juin 1940. Vers juin 1942, la situation se détériore, la Luftwaffe aidant la Regia Aeronautica à affamer les habitants de l'île. Les armées de l'Axe ont progressé en Égypte et en Crète, menaçant la souveraineté alliée en mer Méditerranée.
Les munitions, l'essence et la nourriture diminuant drastiquement, les Alliés investissent leurs efforts dans des convois à destination de l'île. Deux convois partent ainsi simultanément afin de ravitailler Malte; le 12 juin, l'un part de Gibraltar, à l'ouest de la Méditerranée, c'est l'opération Harpoon; l'autre part de Haïfa et de Port-Saïd à l'est, c'est l'opération Vigorous.

## Déroulement
Ainsi, la Mediterranean Fleet est mobilisée, renforcée par des unités venus de l'océan Indien, tels des destroyers australiens de classe N. Finalement, onze navires marchands remplis de ravitaillement quittent Haïfa et Port-Saïd le 12 juin, rejoints le jour suivant au large de Tobrouk par la Force A du contre-amiral Vian, constituée de sept croiseurs légers et de dix-sept destroyers. L'escorte comprend alors huit croiseurs, vingt-six destroyers, plusieurs corvettes et dragueurs de mines, ainsi que le vieux cuirassé HMS Centurion, camouflé afin de ressembler au plus moderne HMS Anson. Neuf sous-marins sont déployés au large de Tarente.
Dès le départ du convoi, les attaques aériennes ennemies se succèdent. Deux navires marchands endommagés doivent quitter le convoi pour rallier Tobrouk dès le premier jour. Le 14, l'amiral Vian apprend qu'une escadre italienne, aux ordres de l'amiral Fioravanzo a quitté le port de Tarente afin de les intercepter. Cette force d'attaque, constituée des cuirassés Littorio et Vittorio Veneto, de deux croiseurs lourds, de deux croiseurs légers et de plusieurs destroyers, utilise alors pour la première fois un radar de recherche allemand Dete monté sur le destroyer Legionario. Vian tente alors plusieurs manœuvres de contournement successives, allant vers l'est puis revenant vers l'ouest en direction de Malte, mais elles se révèlent insuffisantes, malgré l'aide apportée par les avions britanniques basés à Malte.
Le soir du 15 juin, après avoir perdu plusieurs navires, manquant de mazout, opposé à une féroce résistance de la part de la flotte italienne et des appareils de l'Axe venus des aérodromes d'Afrique du Nord, Vian décide de faire demi-tour et de rentrer à Alexandrie. Lorsqu'il atteint le port le 16, le convoi a perdu un croiseur, trois destroyers et deux navires marchands et trois croiseurs, un destroyer et une corvette ont été endommagés. Les attaques aériennes alliées ont quant à elles permis d'endommager le croiseur Trento et le cuirassé Littorio.

## Conséquences
Les Spitfire britanniques basés à Malte ont besoin de carburant pour voler tout autant que Malte a besoin de ravitaillement. L'opération Vigorous est ainsi un échec. Seuls deux des six navires de l'opération Harpoon ont réussi à rallier l'île. L'Air Vice-Marshal Keith Park envoie alors un message à Londres signifiant qu'il ne lui reste plus que sept semaines de carburant pour ses avions. Cependant, en août, la plupart des forces britanniques disponibles sont mises à disposition du prochain gros convoi, l'opération Pedestal, qui lui réussira à faire parvenir cinq navires marchands à bon port.